# Abdumalik Xalokov
Abdumalik Xalokov (también escrito como Abdumalik Khalokov; Bujará, 9 de abril de 2000) es un deportista uzbeko que compite en boxeo.
Participó en los Juegos Olímpicos de París 2024, obteniendo una medalla de oro en la categoría de 57 kg. Ganó dos medallas en el Campeonato Mundial de Boxeo Aficionado, en los años 2021 y 2023.
Fue el abanderado de Uzbekistán en la ceremonia de apertura de los Juegos Olímpicos de París 2024 junto con la esgrimidora Zaynab Dayibekova.

## Palmarés internacional
| Juegos Olímpicos   | Juegos Olímpicos     | Juegos Olímpicos | Juegos Olímpicos |
| Año                | Lugar                | Medalla          | Categoría        |
| ------------------ | -------------------- | ---------------- | ---------------- |
| 2024               | París (Francia)      | Medalla de oro   | 57 kg            |
| Campeonato Mundial |                      |                  |                  |
| Año                | Lugar                | Medalla          | Categoría        |
| 2021               | Belgrado (Serbia)    | Medalla de plata | 60 kg            |
| 2023               | Taskent (Uzbekistán) | Medalla de oro   | 57 kg            |